# Championnat de Turquie de hockey sur glace
Türkiye Buz Hokeyi Süper Ligi (en français : Super ligue turque de hockey sur glace) est la plus haute ligue de hockey sur glace en Turquie. Elle était composée de 8 équipes, depuis la saison 2009-10 le nombre fut réduit à 6. Chaque équipe joue 14 parties en saison régulière. La ligue débuta ses activités en 1993. Le vainqueur de l'édition 2007 fut le Kocaeli B.B. Kağıtspor. Le hockey sur glace est géré en Turquie par la Fédération turque de hockey sur glace (TBHF) depuis 1991. En 2007, on comptait 625 licenciés, en 2010 on en comptait 790.

## Les équipes engagées
| Club                        | Ville    | Patinoire | Création | Saison 09-10 |
| --------------------------- | -------- | --------- | -------- | ------------ |
| Panthers d'Ankara           | Ankara   | Bel-Pa    | 2007     | 1            |
| B.B. Ankara                 | Ankara   | Bel-Pa    | 1978     | 8            |
| İzmit Şirintepe Spor Kulübü | Izmit    | Kocaeli   | 1987     | 1            |
| Kocaeli B.B. Kağıt          | Izmit    | Kocaeli   | 2000     | 3            |
| Polis Akademisi             | Ankara   | Bel-Pa    | 1996     | 4            |
| Zeytinburnu Belediyespor    | Istanbul |           |          |              |
| Erzurum BB GSK              | Erzurum  |           |          |              |
| Başkent Yıldızları          | Ankara   | Bel-Pa    | 1998     | 6            |

## Patinoire
Pendant longtemps les matchs de la Super ligue turque, se jouaient sur deux patinoires. Le Palais des glaces d'Ankara a une capacité de 1 150 places et accueille les équipes de la capitale. La patinoire Kocaeli d'Izmit a la plus grande capacité assise de toute la Turquie avec une capacité de 3 600 places.
Outre les patinoires d'Ankara et d'Izmit, de nouvelles patinoires de dimensions olympiques, sont prévues pour être ouverte à Istanbul, Erzurum et Bolu. Une nouvelle patinoire a été ouverte en septembre 2008 à Istanbul. Une autre patinoire est prévue pour Bolu, mais la construction n'a pas encore commencé. À l'occasion de l'Universiade d'hiver de 2011 qui se tiendra dans la ville d'Erzurum, trois patinoires seront installées. L'une est destinée à être permanente, les deux autres seront démantelées et rétabli dans les autres villes de Turquie après les jeux.

## Palmarès
Lors de la première édition du championnat, six équipes concourraient, et le B.B. Ankara fut couronné champion en remportant cinq matchs. Cette équipe a obtenu la plupart des titres (sept en tout). Leur dernier titre remonte à la saison 2002-2003. Ankara Polis Akademisi (Académie de police d'Ankara) a remporté quatre championnats et est l'équipe la plus performante de ces dernières années. Seul, le Kocaeli B.B. Kağıt, le club d'Izmit, a pu stopper au bout trois reprises infructueuses la domination d'Ankara Polis Akademisi en enlevant le titre en 2004.
| Saison    | Champion               | Finaliste          |
| --------- | ---------------------- | ------------------ |
| 2016–2017 | Zeytinburnu BS         | Erzurum BB GSK     |
| 2015–2016 | Zeytinburnu BS         | Izmir BB GSK       |
| 2014–2015 | Zeytinburnu BS         | Izmir BB GSK       |
| 2013–2014 | Izmir BB GSK           | Zeytinburnu BS     |
| 2012–2013 | Başkent Yıldızları     | Izmir BB GSK       |
| 2011–2012 | Başkent Yıldızları     | Kocaeli B.B. Kağıt |
| 2010–2011 | Başkent Yıldızları     | Kocaeli B.B. Kağıt |
| 2009–2010 | Panthers d'Ankara      | Başkent Yıldızları |
| 2008–2009 | Polis Akademisi        | Kocaeli B.B. Kağıt |
| 2007–2008 | Polis Akademisi        | Kocaeli B.B. Kağıt |
| 2006–2007 | Kocaeli B.B. Kağıt     | Polis Akademisi    |
| 2005–2006 | Polis Akademisi        | Kocaeli B.B. Kağıt |
| 2004–2005 | Polis Akademisi        | Kocaeli B.B. Kağıt |
| 2003–2004 | Polis Akademisi        | Kocaeli B.B. Kağıt |
| 2002–2003 | B.B. Ankara            | Polis Akademisi    |
| 2001–2002 | B.B. Ankara            | Polis Akademisi    |
| 2000–2001 | Polis Akademisi        | B.B. Ankara        |
| 1999–2000 | B.B. Ankara            | İstanbul Paten     |
| 1998–1999 | Gümüş Patenler         | İstanbul Paten     |
| 1997–1998 | İstanbul Paten         | B.B. Ankara        |
| 1996–1997 | B.B. Ankara            | İstanbul Paten     |
| 1995–1996 | Kavaklıdere Belediyesi | İstanbul Paten     |
| 1994–1995 | B.B. Ankara            | Emniyet SK         |
| 1993–1994 | B.B. Ankara            | Emniyet SK         |
| 1992–1993 | B.B. Ankara            | Mülkiye SK         |

### Performances par club
Note : Les équipes disparues ne sont pas incluses.
| Club                   | Champions | Titres                                   |
| ---------------------- | --------- | ---------------------------------------- |
| B.B. Ankara            | 7         | 1993, 1994, 1995, 1997, 2000, 2002, 2003 |
| Polis Akademisi        | 6         | 2001, 2004, 2005, 2006, 2008, 2009       |
| Başkent Yıldızları     | 3         | 2011, 2012, 2013                         |
| Zeytinburnu BS         | 3         | 2015, 2016, 2017                         |
| Kavaklıdere Belediyesi | 1         | 1996                                     |
| Kocaeli B.B. Kağıt     | 1         | 2007                                     |
| İstanbul Paten         | 1         | 1998                                     |
| Gümüş Patenler         | 1         | 1999                                     |
| Panthers d'Ankara      | 1         | 2010                                     |
| Izmir BB GSK           | 1         | 2014                                     |

### Match des étoiles 2010
Le 13 mars 2010 le Match des étoiles de la Super ligue (en turc : Yıldızlar karşılaşması) a eu lieu à la patinoire d'Ankara. Le match télévisé fut retransmis sur la TRT avec une apparition spéciale de la pop star turque Nil Karaibrahimgil. Après la rencontre, Nil Karaibrahimgil fit un spectacle dans un club d'Ankara pour les joueurs et les fans qui assistèrent au Match des étoiles.

## Résultats des clubs turcs dans la coupe continentale
| Année  | Équipe             | Ville hôte     | V | D | PTS | 1er tour | 2e tour | 3e tour | Finale |
| ------ | ------------------ | -------------- | - | - | --- | -------- | ------- | ------- | ------ |
| 1998   | B.B. Ankara        | Miercurea Ciuc | 0 | 3 | 0   | 4e       | --      | --      | --     |
| 1999 ^ | İstanbul Paten     | Bucarest       | 2 | 1 | 4   | 2e       | --      | --      | --     |
| 1999 ^ | B.B. Ankara        | Miercurea Ciuc | 0 | 3 | 0   | 4e       | --      | --      | --     |
| 2000 ^ | İstanbul Paten     | Sofia          | 1 | 2 | 2   | 3e       | --      | --      | --     |
| 2000 ^ | Gümüş Patenler SK  | Sofia          | 0 | 3 | 0   | 4e       | --      | --      | --     |
| 2001 ^ | İstanbul Paten     | Belgrade       | 0 | 3 | 0   | 4e       | --      | --      | --     |
| 2001 ^ | B.B. Ankara        | Sofia          | 2 | 1 | 4   | 4e       | --      | --      | --     |
| 2002 ^ | Polis Akademisi    | Ankara         | 2 | 1 | 4   | 2e       | --      | --      | --     |
| 2002 ^ | B.B. Ankara        | Sofia          | 2 | 1 | 4   | 2e       | --      | --      | --     |
| 2003   | B.B. Ankara        | Gheorgheni     | 0 | 3 | 0   | 4e       | --      | --      | --     |
| 2004   | N'a pas participé  |                |   |   |     |          |         |         |        |
| 2005   | N'a pas participé  |                |   |   |     |          |         |         |        |
| 2006   | Polis Akademisi    | Ankara         | 2 | 1 | 4   | 2e       | --      | --      | --     |
| 2007   | Polis Akademisi    | Belgrade       | 0 | 1 | 0   | 2e       | --      | --      | --     |
| 2008   | Kocaeli B.B. Kağıt | Miercurea-Ciuc | 1 | 2 | 3   | 3e       | --      | --      | --     |
| 2009   | N'a pas participé  |                |   |   |     |          |         |         |        |
| 2010   | Polis Akademisi    | Ankara         | 1 | 2 | 3   | 3e       | --      | --      | --     |
| 2011   | Panthers d'Ankara  | Jaca           | 1 | 1 | 3   | 2e       | --      | --      | --     |
| 2012   | Başkent Yıldızları | Ankara         | 0 | 2 | 0   | 3e       | --      | --      | --     |
| 2013   | Başkent Yıldızları | Miercurea-Ciuc | 2 | 1 | 6   | 2e       | --      | --      | --     |
| 2014   | N'a pas participé  |                |   |   |     |          |         |         |        |
| 2015   | Izmir BSB SK       | Sofia          | 0 | 3 | 0   | 4e       | --      | --      | --     |
| 2016   | Zeytinburnu BS     | Belgrade       | 2 | 1 | 6   | 2e       | --      | --      | --     |
| 2017   | Zeytinburnu BS     | Sofia Jaca     | 4 | 2 | 12  | 1re      | 3e      | --      | --     |
| 2018   | Zeytinburnu BS     | Belgrade       | 2 | 1 | 5   | 2e       | --      | --      | --     |

^ Sur la période 1999-2002 la Turquie a qualifié deux clubs. L'année 2000 voit deux clubs turcs en concurrence dans le même groupe.